# Kreizhof
Kreizhof ist ein Gehöft in der Gemeinde Much im Rhein-Sieg-Kreis im Süden Nordrhein-Westfalens. Die alten Gebäude stammen aus dem 18. Jahrhundert.

## Lage
Der Kreizhof liegt westlich von Much. Im Süden liegt die Ortschaft Niederbruchhausen.

## Geschichte
1901 wohnte hier die Familie des Pächters Peter Spanier mit drei Personen.
Bei dem Hof handelt es sich um ein früheres freiadeliges Gut. Bis 1991 war es Eigentum von Adolf Graf von Nesselrode.